# Sławno (gmina wiejska w województwie zachodniopomorskim)
Sławno – gmina wiejska w województwie zachodniopomorskim, w południowo-wschodniej części powiatu sławieńskiego.
Siedzibą gminy jest miasto Sławno, które nie wchodzi w skład gminy, jest osobną gminą miejską.
Według danych z 31 grudnia 2009 roku gmina miała 7349 mieszkańców.
Miejsce w województwie (na 114 gmin):

powierzchnia 24., ludność 44.

## Położenie
Według danych z 1 stycznia 2009 powierzchnia gminy wynosi 284,39 km². Gmina stanowi 27,3% powierzchni powiatu.
Gmina leży na Równinie Słupskiej. 
Sąsiednie gminy:
- Gminy Sławno (miejska), Darłowo, Malechowo i Postomino w powiecie sławieńskim
- Gmina Polanów w powiecie koszalińskim
- Gminy Kępice i Kobylnica w powiecie słupskim województwa pomorskiego.

W latach 1975–1998 gmina położona była w województwie słupskim.

## Historia
Gmina Sławno powstała po II wojnie światowej na terenie tzw. Ziem Odzyskanych (tzw. III okręg administracyjny – Pomorze Zachodnie). 25 września 1945 gmina – jako jednostka administracyjna powiatu sławieńskiego – została powierzona administracji wojewody gdańskiego, po czym z dniem 28 czerwca 1946 została przyłączona do woj. szczecińskiego. 6 lipca 1950 gmina wraz z całym powiatem sławieńskim weszła w skład nowo utworzonego woj. koszalińskiego. Siedziba gminy znajdowała się w mieście Sławno, stanowiącym odrębną gminę miejską.
Według stanu z 1 lipca 1952 gmina składała się z 17 gromad: Bobrowice, Bobrowiczki, Boleszewo, Karwice, Kwasowo, Malechowo, Malechówko, Paprotki, Paproty, Pomiłowo, Rzyszczewo, Rzyszczewko, Sławsko, Smardzewo, Stary Kraków, Warginie i Warszkowo. Gmina została zniesiona 29 września 1954 wraz z reformą wprowadzającą gromady w miejsce gmin.
Gminę Sławno o podobnym składzie przywrócono 1 stycznia 1973 wraz z kolejną reformą reaktywującą gminy; część jej dawnego obszaru weszła w skład nowej gminy Malechowo. Do 1991 roku w mieście Sławno oraz gminie wiejskiej Sławno działały wspólne organy (na podstawie ustawy z dnia 20 lipca 1983. 1 stycznia 1992 ostatecznie rozdzielono gminę miejską oraz gminę wiejską w dwie osobne jednostki samorządu terytorialnego.

## Administracja
W 2016 r. wykonane wydatki budżetu gminy wynosiły 37 mln zł, a dochody budżetu 38,4 mln zł. Zobowiązania samorządu (dług publiczny) według stanu na koniec 2016 r. wynosiły 8,2 mln zł, co stanowiło 21,3% poziomu dochodów.
W skład gminy wchodzą 22 sołectwa: Bobrowice, Bobrowiczki, Boleszewo, Brzeście, Gwiazdowo, Janiewice, Kwasowo, Łętowo, Noskowo, Pomiłowo, Radosław, Rzyszczewo, Sławsko, Smardzewo, Stary Kraków, Tokary, Tychowo, Warszkowo, Warszkówko, Wrześnica, Żabno i Żukowo

## Miejscowości
WsieBobrowice, Bobrowiczki, Boleszewo, Brzeście, Gwiazdowo, Janiewice, Kwasowo, Łętowo, Noskowo, Pomiłowo, Radosław, Rzyszczewko, Rzyszczewo, Sławsko, Smardzewo, Stary Kraków, Tokary, Warszkowo, Warszkówko, Wrześnica, Żabno, Żukowo
KolonieGwiazdówko, Warginie
OsadyChomiec, Dybowo, Głuche, Noskowo, Rzyszczewo, Tychowo
LeśniczówkiBorzyszkowo, Grzybno, Pątnowo, Przemysławiec
PrzysiółkiWrześniczka
Dawne miejscowościKolonia Boleszewo, Warszkowo-Kolonia

## Demografia
Dane z 30 czerwca 2004:
| Opis                              | Ogółem | Ogółem | Kobiety | Kobiety | Mężczyźni | Mężczyźni |
| --------------------------------- | ------ | ------ | ------- | ------- | --------- | --------- |
| jednostka                         | osób   | %      | osób    | %       | osób      | %         |
| populacja                         | 8802   | 100    | 4367    | 49,6    | 4435      | 50,4      |
| gęstość zaludnienia (mieszk./km²) | 31     | 31     | 15,4    | 15,4    | 15,6      | 15,6      |

Gminę zamieszkuje 15,2% ludności powiatu. 

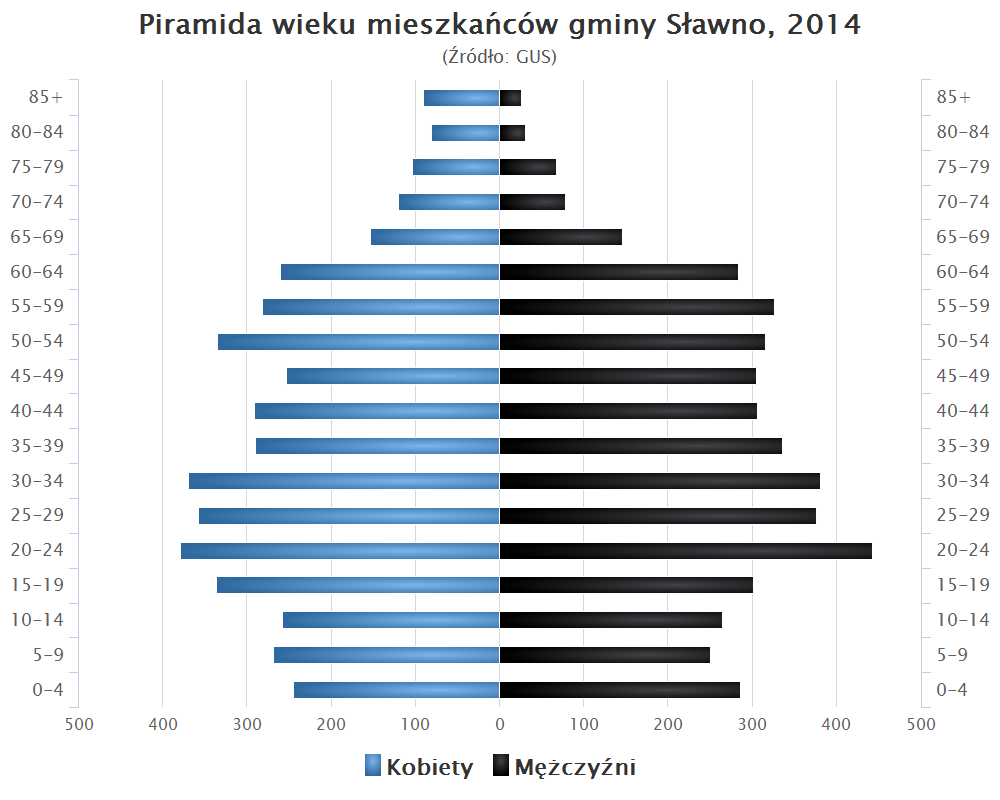
Piramida wieku mieszkańców gminy Sławno w 2014 roku

## Przyroda i turystyka
Na obszarze gminy znajdują się 2 rezerwaty: Sławieńskie Dęby i Janiewickie Bagno. Przez miasto i gminę przepływa rzeka Wieprza dostępna dla kajaków. Z Darłowa do Polanowa oraz z Ustki do Korzybia prowadzą szlaki turystyczne. Tereny leśne zajmują 20% powierzchni gminy, a użytki rolne 61%.

## Komunikacja
Przez gminę prowadzą: 
- droga krajowa nr 6 łącząca Sławno ze Słupskiem (27 km, przez Warszkowo) oraz z Malechowem (14 km, kierunek Koszalin)
- drogi wojewódzkie:
  - nr 205 przechodząca przez Sławno i łącząca je z Darłówkiem (25 km) oraz zo Polanowem (30 km, przez Krąg);
  - nr 209 z Warszkowa do Korzybia (18 km).

Miasto Sławno to ważny węzeł kolejowy. Pierwszą linię z Koszalina do Słupska otwarto w 1869 r., kolejną w 1878 r. z Darłowa do Korzybia, w 1897 r. ze Sławna do Polanowa (wąskotorowa o szerokości 750 mm), a ostatnią w 1911 r. do Ustki. W 1934 r. zmieniono szerokość toru do Polanowa na normalną (1435 mm). Przed 1945 r. zamknięto i rozebrano dwie linie: do Ustki i Polanowa. W 1988 r. zelektryfikowano odcinek linii Szczecin - Gdańsk z Koszalina do Słupska. W 1991 r. zamknięto linię z Darłowa do Korzybia, odcinek Sławno - Korzybie został rozebrany 6 lat później, a w sezonie letnim 2005 r. przywrócony został ruch pociągów na linii do Darłowa. Obecnie w gminie czynne są 3 stacje: Karwice i Wrześnica na linii Koszalin - Słupsk i Boleszewo na linii do Darłowa.
W gminie czynny jest 1 urząd pocztowy: Tychowo k. Sławna (nr 76-123), gminę obsługują też urzędy pocztowe w Sławnie.